# Арлбок
Арлбок (фр. Arlebosc) насеље је и општина у источној Француској у региону Рона-Алпи, у департману Ардеш која припада префектури Турнон сир Рон.
По подацима из 2011. године у општини је живело 342 становника, а густина насељености је износила 27,69 становника/km². Општина се простире на површини од 12,35 km². Налази се на средњој надморској висини од 420 метара (максималној 1.028 m, а минималној 265 m).

## Демографија
| 1962. | 1968. | 1975. | 1982. | 1990. | 1999. | 2011. |
| ----- | ----- | ----- | ----- | ----- | ----- | ----- |
| 457   | 479   | 433   | 378   | 360   | 321   | 342   |

График промене броја становника у току последњих година